# Bronisław Brągiel
Bronisław Antoni Brągiel (ur. 13 czerwca 1896 w Radomyślu Wielkim, zm. 28 stycznia 1976 w Londynie) – major broni pancernych Wojska Polskiego II RP, podpułkownik broni pancernych Polskich Sił Zbrojnych.

## Życiorys
Bronisław Antoni Brągiel urodził się w dniu 13 czerwca 1896 roku w Radomyślu Wielkim, w rodzinie Jana i Antoniny z domu Trybulec. Egzamin dojrzałości zdał w szkole w Tarnowie. W roku 1913, jeszcze jako uczeń gimnazjum, wstąpił do Polskich Drużyn Strzeleckich. W 1914 roku rozpoczął studia prawnicze na Uniwersytecie Jagiellońskim w Krakowie. W maju 1915 roku otrzymał przydział do c. i k. 57 pułku piechoty. Wojenną szkołę oficerską ukończył przy c. i k. 40 pułku piechoty. Po promocji, do listopada 1918 roku, walczył jako dowódca kompanii i adiutant batalionu w szeregach 110 pułku piechoty armii austro-węgierskiej.
W listopadzie 1918 roku wstąpił do 1 pułku piechoty Ziemi Rzeszowskiej, a następnie otrzymał przydział na stanowisko dowódcy plutonu w 17 pułku piechoty. Uczestniczył w wojnie polsko-bolszewickiej. W okresie od lutego do lipca 1920 roku dowodził kompanią w 18 pułku piechoty. W trakcie działań odwrotowych został ranny. Po rekonwalescencji powrócił do pułku i otrzymał przydział na dowódcę oddziału demobilizacyjnego. Na mocy dekretu Naczelnego Wodza z dnia 25 listopada 1920 r. został zatwierdzony z dniem 1 kwietnia 1920 roku w stopniu porucznika w piechocie.
Na dzień 1 czerwca 1921 r. nadal pełnił służbę w 18 pułku piechoty, pozostając w randze porucznika. Dekretem Naczelnika Państwa i Wodza Naczelnego z dnia 3 maja 1922 r. (dekret L. 19400/O.V.) został zweryfikowany w tymże stopniu, ze starszeństwem z dniem 1 czerwca 1919 r. i 254. lokatą w korpusie oficerów piechoty. W 1923 roku pełnił służbę w Oddziale III Sztabu Dowództwa Okręgu Korpusu Nr IV w Łodzi, pozostając oficerem nadetatowym 18 pułku piechoty. Zajmował wówczas 231. lokatę wśród poruczników korpusu piechoty. W styczniu 1924 r. został przydzielony do macierzystego pułku. 31 marca tego roku mianowano go kapitanem ze starszeństwem z dniem 1 lipca 1923 r. i 177. lokatą w korpusie oficerów piechoty. W październiku 1924 r. został komendantem pułkowej szkoły podoficerskiej skierniewickiego 18 pułku piechoty.
Na podstawie rozporządzenia Ministra Spraw Wojskowych został przeniesiony, z dniem 20 października 1924 roku, z 18 pułku piechoty do Korpusu Ochrony Pogranicza. Początkowo otrzymał przydział do batalionu KOP „Iwieniec”. W kwietniu 1925 roku przeniesiono go do brygady KOP „Podole” i z dniem 14 kwietnia tr. przydzielono do sztabu tejże brygady, jako oficera w dyspozycji jej dowódcy. Etatowo został wówczas przypisany do 14 baonu KOP „Borszczów”. Od 7 września 1925 r. pełnił w zastępstwie obowiązki I oficera sztabu brygady, a z dniem 8 września tr. został zatwierdzony na tym stanowisku. Pod koniec sierpnia 1926 roku powołany do składu sędziowskiego Sądu Honorowego 4 Brygady KOP. Zarządzeniem z dnia 29 października 1926 roku został odznaczony przez Prezesa Rady Ministrów Srebrnym Krzyżem Zasługi – za zasługi, położone około zabezpieczenia granic Państwa. Do listopada 1926 roku pełnił obowiązki I oficera sztabu 4 Brygady Ochrony Pogranicza „Podole” w Czortkowie. Z dniem 5 grudnia tr. odkomenderowany do batalionu KOP „Borszczów”, w którym objął (w dniu 10 stycznia 1927 r.) dowództwo 1 kompanii granicznej „Boryszkowce”. W kwietniu 1927 r. przeniesiony został do Dowództwa KOP-u w Warszawie na stanowisko referenta. Od 1 listopada tr. pełnił funkcję kierownika Referatu Ordre de Bataille. W okresie od 28 stycznia do 22 lutego 1928 r. uczestniczył w kursie narciarskim dla początkujących, odbywającym się w Krynicy. W roku 1928, służąc w KOP-ie, przynależał do kadry oficerów piechoty i pozostawał na ewidencji 18 pułku piechoty. Zajmował wówczas 174. lokatę wśród kapitanów piechoty ze swego starszeństwa. W sierpniu tr. pracował w komisji przetargowej na zakup sprzętu narciarskiego dla KOP-u. W lutym 1929 r. wyznaczono go przewodniczącym komisji powołanej w celu ustalenia sposobu zreorganizowania kancelarii Dowództwa KOP według nowych zasad. W roku 1930 Bronisław Brągiel zajmował 649. lokatę łączną wśród kapitanów piechoty (była to zarazem 163. lokata w starszeństwie). W dniu 26 marca 1931 r. ogłoszono przeniesienie kpt. Brągiela z Korpusu Ochrony Pogranicza do 30 pułku Strzelców Kaniowskich w Warszawie. Przeniesienie to zostało potwierdzone w rozkazie Dowództwa Korpusu Ochrony Pogranicza Nr 20 z dnia 8 maja 1931 roku.
W roku 1932 jako oficer 30 pp zajmował 120. lokatę wśród kapitanów piechoty ze swego starszeństwa, a na dzień 1 lipca 1933 roku była to już 116. lokata wśród kapitanów korpusu piechoty w swoim starszeństwie (a jednocześnie 452. lokata łączną wśród wszystkich kapitanów piechoty). W lutym 1934 roku został przeniesiony z 30 pułku piechoty do Biura Personalnego Ministerstwa Spraw Wojskowych na stanowisko kierownika referatu, co ogłoszono w czerwcu 1934 roku. Na dzień 5 czerwca 1935 r. zajmował 387. lokatę łączną wśród kapitanów piechoty (była to jednocześnie 99. lokata w swoim starszeństwie) i nadal pełnił służbę w Biurze Personalnym MSWojskowych.
Do rangi majora awansowany został ze starszeństwem z dniem 1 stycznia 1936 roku i 12. lokatą w korpusie oficerów piechoty. Z dniem 21 marca 1936 r. rozpoczął służbę we włocławskim 14 pułku piechoty, na stanowisku dowódcy II batalionu (na dzień 21 września 1936 r. nadal dowodził tym batalionem). W dniu 29 stycznia 1937 r. Bronisław Brągiel został wybrany do składu zarządu Koła Przyjaciół Harcerstwa we Włocławku. Z dniem 29 lipca 1937 roku został skierowany na staż do 4 Kujawskiego pułku artylerii lekkiej w Inowrocławiu. Po ukończeniu stażu mjr Brągiel został przeniesiony (z dniem 13 października 1937 r.) z 14 pułku piechoty. W listopadzie 1937 roku został komendantem Szkoły Podchorążych Broni Pancernych w Modlinie. W dniu 11 listopada 1937 roku ogłoszono, że Prezydent RP Ignacy Mościcki odznaczył (w korpusie oficerów piechoty) mjr. Brągiela Złotym Krzyżem Zasługi – za zasługi w służbie wojskowej. Następnie został przeniesiony z korpusu oficerów piechoty do korpusu oficerów broni pancernych. Na dzień 23 marca 1939 r. zajmował 2. lokatę wśród majorów broni pancernych w starszeństwie z dnia 1 stycznia 1936 r. i nadal piastował stanowisko komendanta Szkoły Podchorążych Broni Pancernych.
We wrześniu 1939 r. pełnił obowiązki zastępcy dowódcy Ośrodka Zapasowego Broni Pancernej Nr 3 w Żurawicy. Po przekroczeniu granicy został internowany w Rumunii. Pod koniec lutego 1940 r. dotarł do Francji i pełnił służbę w Ministerstwie Spraw Wojskowych. Po klęsce Francji przedostał się do Anglii i początkowo pełnił funkcję kierownika referatu Oddziału I Organizacyjnego Sztabu Naczelnego Wodza. Rozkazem Sztabu Naczelnego Wodza Oddział V (L. dz. 1043/V/41) mjr Brągiel został w sierpniu 1941 r. przeniesiony do 1 pułku czołgów. W dniu 22 sierpnia 1941 r. został przydzielony czasowo do III batalionu czołgów (w 1 pułku czołgów) na stanowisko zastępcy dowódcy tegoż batalionu. Z dniem 19 września 1941 r. III baon czołgów (1 pułku czołgów) został przeformowany w 67 batalion czołgów. Na podstawie rozkazu dowódcy 16 Brygady Czołgów (Rozkaz Dzienny Nr 124/42) major Bronisław Brągiel z dniem 3 czerwca 1942 roku objął obowiązki dowódcy 67 baonu czołgów i komendanta garnizonu w Kelso.
Po reorganizacji, od 4 lipca 1942 r., dowodził 3 Pułkiem Pancernym. Z dniem 6 listopada 1942 r. został powołany na 6-miesięczny staż w oddziałach brytyjskich (rozkaz L.2187/tjn.V/42 z dnia 22.10.1942 roku). Awansowany na stopnień podpułkownika został ze starszeństwem z dniem 1 stycznia 1943 roku (rozkaz L.2500/tjn.V/42). W styczniu 1943 r. przeniesiono go do dyspozycji Oddziału Personalnego w Sztabie Naczelnego Wodza. Z dniem 20 maja 1943 r. ppłk Brągiel powołany został na IV. ośmiotygodniowy kurs konwersji dla oficerów starszych (Senior Officers Conversion Course) do Szkoły Broni Pancernej (A.G.V. School) w Bovington – Lulworth (rozkaz L.dz. 2063/Pers.43 z dnia 11.05.1943 roku). Następnie pełnił funkcję szefa Wydziału Wyszkoleniowego w VI Specjalnym Oddziale Sztabu Naczelnego Wodza. Od listopada 1944 roku był szefem Wydziału Obsad w Oddziale Personalnym. Z dniem 5 września 1946 r. wstąpił do Polskiego Korpusu Przysposobienia i Rozmieszczenia. W dniu 26 września 1946 roku Tymczasowy Rząd Jedności Narodowej w Warszawie pozbawił go obywatelstwa polskiego. W dniu 3 października 1947 roku został przeniesiony z Inspektoratu Generalnego PKPR (Kwatera Główna Inspektora Generalnego PKPR) do Ośrodka Oficerskiego Nr 50 Kingwood In Reading (5 Grupa Dywizyjna PKPR).
Bronisław Brągiel znajduje się na liście spadochroniarzy przeszkolonych w Wielkiej Brytanii (w okresie od lipca 1942 r. do września 1944 r.) i nie przerzuconych do Polski, których zaprzysiężono (po zakończeniu kursów odprawowych) na rotę Armii Krajowej.
Zmarł w dniu 28 stycznia 1976 roku w londyńskiej dzielnicy Ealing. Został pochowany w dniu 5 lutego tr. na tamtejszym Cmentarzu South Ealing.
Jego pierwszą żoną była Zofia Ulatowska (córka Ignacego i Wandy), z którą zawarł związek małżeński w dniu 26 grudnia 1927 roku. Drugą żoną Bronisława Brągiela została Henryka Waleria Mazurkiewicz (ur. 24 lipca 1914 r. w Chań-Dao-Chedzy - Chiny, zm. 21 kwietnia 1992 r. w Londynie). Z ich związku narodziła się córka Krystyna.

## Awanse
- porucznik (1.6.1919 r.)[4][n]
- kapitan (1.7.1923 r.)[8]
- major (1.1.1936 r.)[26]
- podpułkownik (1.1.1943 r.)[31]

## Ordery i odznaczenia
- Medal Wojska
- Złoty Krzyż Zasługi (11 listopada 1937)[32]
- Medal Niepodległości (24 maja 1932)[33][26]
- Srebrny Krzyż Zasługi (29 października 1926)[34][17]
- Medal Pamiątkowy za Wojnę 1918–1921 (8 listopada 1928)[o]
- Medal Dziesięciolecia Odzyskanej Niepodległości (13 grudnia 1928)[p]
- Odznaka Pamiątkowa Korpusu Ochrony Pogranicza „Za Służbę Graniczną” (17 grudnia 1928)[q]